# ظاء
الظاء «ظ» هو الحرف السابع عشر (17) بالترتيب الهجائي والسابع والعشرون (27) بالترتيب الأبجدي من حروف الأبجدية العربية. تلفظ [ðˤ] بصوت أسناني احتكاكي مجهور مبلعم. قيمته تساوي (900) في نظام حساب الجمل.

## الرسم
| الموقع من الكلمة: | معزول | بدائي | وسطي | نهائي |
| ----------------- | ----- | ----- | ---- | ----- |
| شكل الحرف:        | ظ     | ظـ    | ـظـ  | ـظ    |

## الظاء في القرآن الكريم
ذكر حرف الظاء في القرآن الكريم (853 مرة)، على النحو التالي:
- ساكنًا: 89 مرة.
- متحركًا (730 مرة): وهي 353 مرة متحركًا بالفتح، و206 مرة متحركًا بالضم، و171 مرة متحركًا بالكسر.
- منونًا (34 مرة): وهي 16 مرة منونًا بالفتح، و9 مرات منونًا بالضم، و9 مرات منونًا بالكسر.

وتم البحث عن مصادر هذه الكلمات في قواميس اللغة العربية فوجد أن مصادر الكلمات التي فيها حرف الظاء في القرآن الكريم (21 كلمة) هي: «حظر - حظظ - حفظ - شوظ - ظعن - ظفر - ظلل - ظلم - ظمأ - ظنن - ظهر - عظم - غلظ - غيظ - فظظ - كظم - لظي - لفظ - نظر - وعظ - يقظ».

والهدف من عرض هذه الكلمات هو التعرف على عظمة اللغة العربية، والتعرف على كيفية كتابة الكلمات التي يقع فيها حرف الظاء، وإذا ما عرفنا ذلك سهل علينا التفريق بين الضاد والظاء، وبذلك تسهل علينا الكتابة والإملاء.

## ظاء في لغات البرمجة
| Your Browser      | ظ                 |
| Index             | U+0638 (1592)     |
| Class             | Other Letter (Lo) |
| Block             | Arabic            |
| Java Escape       | "\u0638"          |
| Javascript Escape | "\u0638"          |
| Python Escape     | u'\u0638'         |
| HTML Escapes      | &#1592; &#x0638;  |
| URL Encoded       | q=%D8%B8          |
| UTF8              | d8 b8             |
| UTF16             | 0638              |